# Szergej Vasziljevics Szmirnov
Szergej Vasziljevics Szmirnov, Сергей Васильевич Смирно́в (Jalta, 1912. december 28. – Moszkva, 1993. január 1.) szovjet-orosz költő, műfordító.

## Élete
Apja fényképész volt.  Gyermekkorát szülei szülőfalujában, Glinyinóban töltötte, a Jaroszlavli területen. Középiskolai tanulmányait Ribinszkben végezte. 1932-től a moszkvai metró Komszomolszkaja állomásán dolgozott, ezután a moszkvai SZ. P. Gorbunov Repülőgyár személyzeti osztályának felügyelője lett. 1936 és 1940 közt a Gorkij Irodalmi Intézet esti tagozatának hallgatója lett. Első munkáit a Moszkvai Metróépítő Vállalatnál nyomtatták ki. Nyomtatásban megjelent első könyve a Друзьям (Barátaimnak) című verseskötet volt. A második világháború alatt a Vörös Hadsereg 8. Panfilov Gárdahadosztálya zenészszakaszánál szolgált. 1941-ben lépett be a Szovjetunió Kommunista Pártjába. A háború után rövid ideig a Pravda szerkesztőségében dolgozott. 1947-ben lépett be a Szovjetunió Írószövetségébe. 1949-től költészeti szemináriumokat tartott a Moszkvai Irodalmi Intézetben. Egyetemi docens volt, tagja a Moszkva és a Krokogyil című lapok szerkesztőbizottságának. 1954-től 1990-ig a Szovjet Írószövetség vezetőségének tagja volt. A moszkvai Vegyenszkoje temetőben nyugszik.
Számos kötet, vers, szatirikus kispróza, fordítás köthető a nevéhez. Dalszövegeket is írt, ezekre bátor, optimista hangvétel jellemző, a szövegekből kötelességtudat és hazafiság árad. Sokat írt a népek barátságáról, munkásságára a kommunista meggyőződés jellemző. Magyar nyelven a Galaktika 9. száma közölte egy versét Hozzád szólok, Lunohod-1 címen 1974-ben.

## Munkái

### Verseinek gyűjteményes kiadásai
- Друзьям (1939)
- С добрым утром (1948)
- Откровенный разговор (1951)
- Мои встречи (1953, 1955)
- В гостях и дома (1958)
- Книга посвящений (1961)
- Весёлый характер (1963)
- Гвардии рядовой (1963)
- Сердце на орбите (1965)
- Давайте радовать друг друга (1966)
- Наедине с прекрасным (1966)
- Таврида — Родина моя (1968)
- Мои лучшие строки (1970)
- Моё и наше (1973)
- Светочи мои (1977)
- Дорогая моя провинция (1979)
- Избранные стихотворения и поэмы в двух томах (1974)
- Собрание сочинений в трех томах (1983-1984)

### Verseskötetei
- Прекрасная русская (1959)
- Светлана (1963)
- Исповедь (1967)
- Сердце и дневник (1971)

### Ismertebb dalszövegei
- Песня о Ленине
- Советская наша держава
- Ты обычно всегда в стороне
- Котелок

### Szatirikus írásainak gyűjteményei
- Сто коротких басен (1959)
- Добро обжаловать М. 1962 (1962)
- Сатиричинки (1987)

## Fordítás
- Ez a szócikk részben vagy egészben  a(z)   Смирнов, Сергей Васильевич című orosz Wikipédia-szócikk ezen változatának fordításán alapul.  Az eredeti cikk szerkesztőit annak laptörténete sorolja fel. Ez a jelzés csupán a megfogalmazás eredetét és a szerzői jogokat jelzi, nem szolgál a cikkben szereplő információk forrásmegjelöléseként.